# Diadie Samassékou
Diadie Samassékou (Bamaco, 11 de janeiro de 1996) é um futebolista malinês que atua como volante. Atualmente joga no Hoffenheim.

## Carreira
Revelado pelo Real Bamako, Samassékou assinou um contrato de 4 anos com o Red Bull Salzburg, que repassou o jogador para o Liefering (time reserva).
Promovido à equipe principal em 2017, ajudou o Salzburg a chegar até a semifinal da Liga Europa da UEFA, caindo para o Olympique de Marseille por 3 a 2 no placar agregado. Pelo Salzburg, foram 134 partidas disputadas e 2 gols marcados.
Em agosto de 2019, assinou com o Hoffenheim um contrato válido por 5 temporadas.

## Carreira na seleção
Tendo feito parte das seleções de base do Mali (pelo time Sub-20, disputou a Copa do Mundo da categoria em 2015), Samassékou estreou pela equipe principal em 2016, na derrota por 3 a 1 para a China.
Disputou ainda 2 edições da Copa das Nações Africanas, em 2019 (onde marcou seu primeiro gol pela seleção, no empate por 1 a 1 com a Tunísia) e 2021 (que foi realizada entre janeiro e fevereiro de 2022), tendo caído nas oitavas-de-final em ambas, respectivamente, para Costa do Marfim e  Guiné Equatorial.

## Títulos
Red Bull Salzburg
- Campeonato Austríaco: 2016–17, 2017–18, 2018–19
- Copa da Áustria: 2016–17, 2018–19